# Bulbophyllum reflexum
Bulbophyllum reflexum là một loài phong lan thuộc chi Bulbophyllum.